# Каменар (Разградская область)
Каменар (болг. Каменар) — село в Болгарии. Находится в Разградской области, входит в общину Лозница. Население составляет 562 человека.

## Политическая ситуация
В местном кметстве Каменар, в состав которого входит Каменар, должность кмета (старосты) исполняет Ахмед Мехмедов Салимов (Движение за права и свободы (ДПС)) по результатам выборов правления кметства.
Кмет (мэр) общины Лозница — Айхан Мустафов Хашимов (ДПС) по результатам выборов в правление общины.

## Известные уроженцы
- Дацев, Асен (1911—1994) — болгарский физик-теоретик, член Болгарской АН.